# El Espectador (periódico)

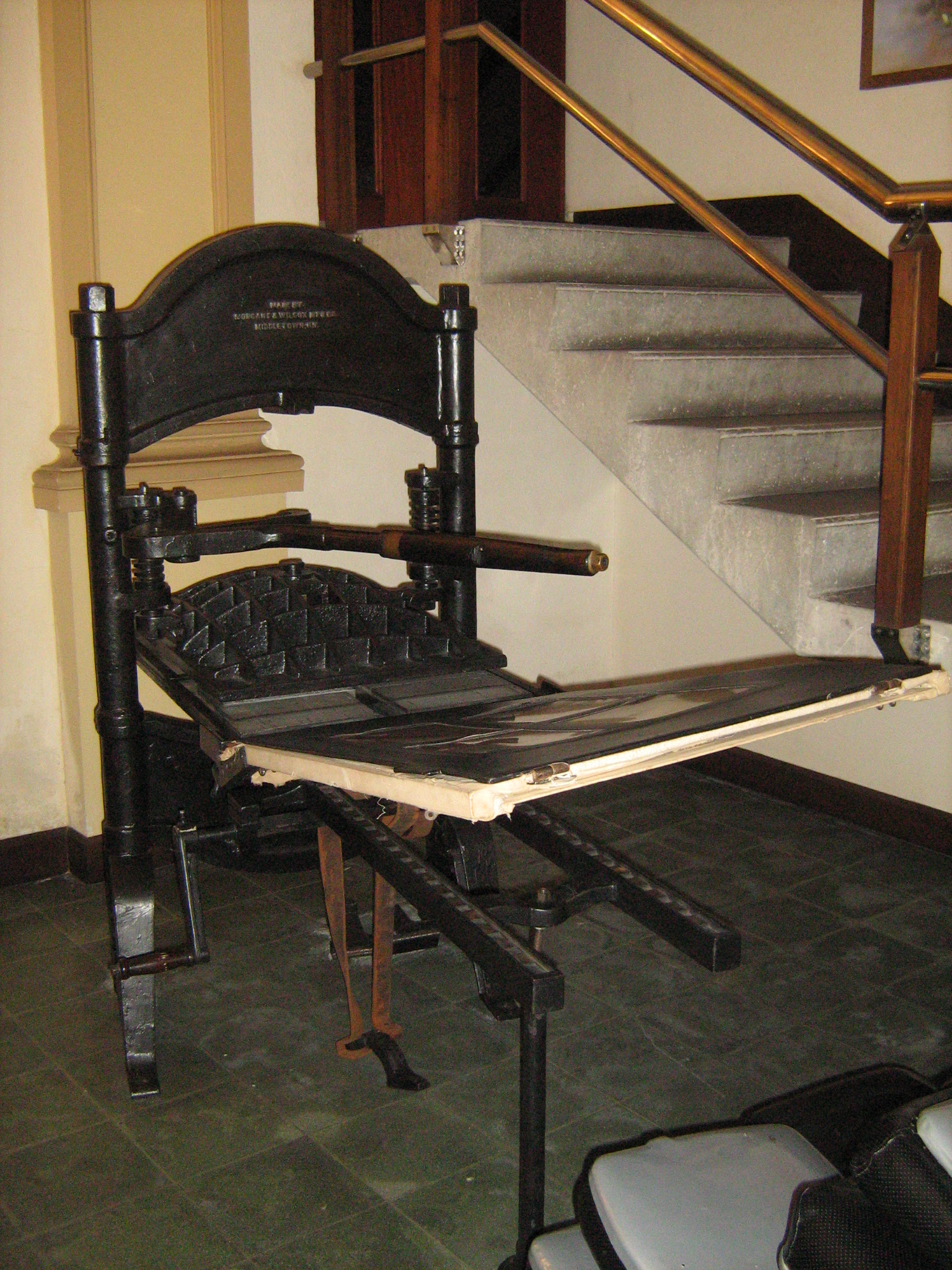
Prensa Washington donde se imprimió el primer número de El Espectador en 1887, Museo Universitario, Colección de Historia en el Edificio San Ignacio, Medellín, (Colombia).

El Espectador es un periódico colombiano de circulación nacional. Fue fundado por Fidel Cano Gutiérrez el 22 de marzo de 1887en Medellín. Es el diario más antiguo de los que actualmente se publican en el país, y uno de los más antiguos de América, donde han escrito importantes columnistas incluyendo un Premio Nobel de Literatura, Gabriel García Márquez lo que lo  mantiene como un periódico de referencia en Colombia. Debe su nombre a la gran admiración que su fundador le tenía al poeta Víctor Hugo, quien colaboraba en Francia en un diario que llevaba ese nombre. Su sede principal se encuentra en Bogotá. En 2015, alcanzó 1.843.604 lectores.
En sus inicios el periódico se publicaba dos veces por semana -martes y viernes- en una edición de cuarto de pliego de 500 ejemplares; años después se convertiría en diario y en 2001, tras una crisis económica, en semanario. El Espectador, en formato impreso, volvió a ser diario a partir del 11 de mayo de 2008. En su primer número se definió a sí mismo como un periódico político, literario, noticioso e industrial. No obstante, tras su conversión en semanario, el periódico utiliza el eslogan comercial «la opinión es noticia», con el que busca dar a entender que se centran en artículos de opinión y no en noticias de última hora.
En 1994, luego de realizar una encuesta, fue considerado por Le Monde uno de los 8 mejores diarios del mundo, junto con The New York Times (Estados Unidos), Financial Times (Reino Unido), Izvestia (Rusia), Diario del Pueblo (China), Al Ahram (Egipto), Asahi Shimbun (Japón) y Times of India (India). El diario es miembro de la Sociedad Interamericana de Prensa (SIP), de la Asociación Mundial de Periódicos (WAN por sus siglas en inglés), del Instituto de Prensa Internacional (IPI) y de la Asociación Colombiana de Medios de Información (AMI).
El periódico tiene una línea editorial que tiende a ser neutral, autoproclamándose un periódico de «extremo centro»; afirmando ser un medio de proposición y no de oposición. De igual modo, han tomado la decisión editorial de no apoyar, en los últimos tiempos, a ningún candidato presidencial, «como garantía de imparcialidad y juego limpio para sus lectores y para sus propios periodistas». No obstante, desde sus inicios ha defendido ideas liberales, lo que le ha hecho confrontarse con los gobiernos de turno -al defender postulados del Partido Liberal de Colombia- y con instituciones como la Iglesia católica. Desde el 12 de noviembre de 1997, la mayoría accionaria del diario está en manos del antiguo Grupo Industrial Bavaria fundado por Julio Mario Santo Domingo, hoy Valorem.
El 1 de marzo de 2010, el diario se convirtió en el primero del país en imprimirse integralmente utilizando tintas ecológicas fabricadas con aceites derivados de la soya, lo que se constituyó para sus directivos en «un paso más en el compromiso de la casa editorial con la protección del medio ambiente».
Desde julio de 2012, la Biblioteca Nacional de Colombia puso a disposición del público una versión digital de la primera edición del diario, a la cual se puede acceder de manera gratuita desde el sitio web de la institución.

## Historia
Desde su aparición, El Espectador se propuso contribuir al cultivo de la patria literaria, promover el establecimiento de nuevas industrias en el país y procurar a sus lectores abundantes noticias, tan recientes y fidedignas como les fuera posible, sobre los sucesos importantes que ocurrieran en la República y fuera de ella. Desde entonces se ha instalado como el diario más antiguo y uno de los dos más importantes del país, junto con El Tiempo, ostentando una gran influencia política. Tuvo entre sus colaboradores a algunos de los periodistas más importantes de Colombia del siglo XX, como Luis Eduardo Nieto Caballero, Alberto Lleras Camargo, Eduardo Zalamea Borda, Gabriel García Márquez, Eduardo Caballero Calderón, Klim, Antonio Panesso Robledo, Inés de Montaña, Alfonso Castillo Gómez, José Salgar y a los caricaturistas Hernán Merino, Pepón, Consuelo Lago y Héctor Osuna, entre otros.

### Inicios y evolución en los siglosXIXyXX

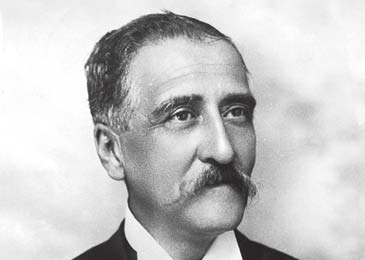
Fidel Cano Gutiérrez, fundador de El Espectador.

En la ciudad de Medellín, el 22 de marzo de 1882, El Espectador lanzó su primer número, en el que se definió a sí mismo como un periódico político, literario, noticioso e industrial. En sus inicios fue un vocero de la oposición liberal a los gobiernos de «la Regeneración» conservadora, actitud que provocó su clausura por parte de las autoridades en varias ocasiones: por primera vez el 8 de julio de 1887, por parte del gobierno de Rafael Núñez, tan solo 134 días después de haber salido en circulación, hasta el 10 de enero de 1888, fecha en la que reaparece apoyado en el decreto del general Eliseo Payán sobre libertad relativa de prensa. El 27 de octubre de ese mismo año, el presidente designado Carlos Holguín ordenó la segunda suspensión de El Espectador. Previamente la Iglesia Católica en cabeza del entonces obispo de Medellín, Bernardo Herrera Restrepo, había prohibido a sus fieles leer el periódico debido a la publicación que hiciera el diario de una nota «en la que destacaba el contraste entre la pobreza y humildad de los apóstoles de Cristo y la fastuosidad con que la Iglesia preparaba la celebración de las bodas de oro sacerdotales del Papa León XIII». Años después Luis Cano Villegas recordó este hecho a manera de memoria y afirmó que esta prohibición había sido recibida en su familia entre lágrimas, pues el diario se consideraba un refugio para las ideas liberales y el ideal cristiano.
El periódico reapareció con gran dificultad el 12 de febrero de 1891. El 26 de septiembre de 1892 el ministro de gobierno Antonio B. Cuervo le impuso una multa de $200 porque consideró «subversivo» uno de sus artículos. El 8 de agosto de 1893 el gobernador de Antioquia, Abraham García, suspendió por tercera vez al periódico e hizo poner preso por 18 meses a su entonces director, Fidel Cano Gutiérrez, por haber publicado el discurso del Indio Uribe que este pronunciara en homenaje a la obra del poeta Epifanio Mejía para recoger fondos con que auxiliarlo en el manicomio. El 14 de marzo de 1896 el periódico reanudó con dificultades su labor. El 27 de junio de 1896 el periódico fue suspendido por cuarta vez consecutiva, esta vez de forma indefinida, pero debido a una ley de prensa que lo favorecía pudo reaparecer, según distintas fuentes, entre el 24 y el 27 de abril de 1897. El 19 de octubre de 1899 tuvo que suspender sus actividades debido a la Guerra de los Mil Días, actividad que reanudó el 16 de octubre de 1903 una vez concluido el conflicto.
El 17 de diciembre de 1904, por razón del ambiente político adverso y del gobierno de Rafael Reyes, se vio obligado a suspender actividades y dejó de circular hasta el 2 de enero de 1913, fecha en la cual el periódico reapareció como diario vespertino de la capital antioqueña colombiana. Desde ese entonces su lema ha sido «El Espectador trabajará en bien de la patria con criterio liberal y en bien de los principios liberales con criterio patriótico».
A partir del 10 de febrero de 1915 se publicó simultáneamente en Medellín y Bogotá, debido al pacto hecho entre Luis Cano y su padre, Fidel, en el que se acordó que Luis dirigiría la edición que se publicaría en Bogotá y su padre la que se publicaría en Medellín. La edición bogotana de El Espectador circuló en 1915 y continúan publicándose los dos diarios, el de Bogotá y el de Medellín, hasta el 20 de julio de 1923 fecha en que se suspendió su edición en Medellín. Fidel Cano había muerto el 15 de enero de 1919 y su segundo hijo, Gabriel Cano, se encargaba de El Espectador medellinense, pero no pudo sostener la competencia con su poderoso rival, El Colombiano y en 1923, de acuerdo con su hermano, cerró la edición de Medellín y viajó a la capital para desempeñar la gerencia del diario en Bogotá. En ese entonces, la suscripción anual al periódico valía $7. A la postre el diario decidiría, a pesar de tener sede en Bogotá, fortalecerse en las regiones, hecho que algunos analistas consideran fue un gran error que conllevó una crisis en las finanzas del diario.

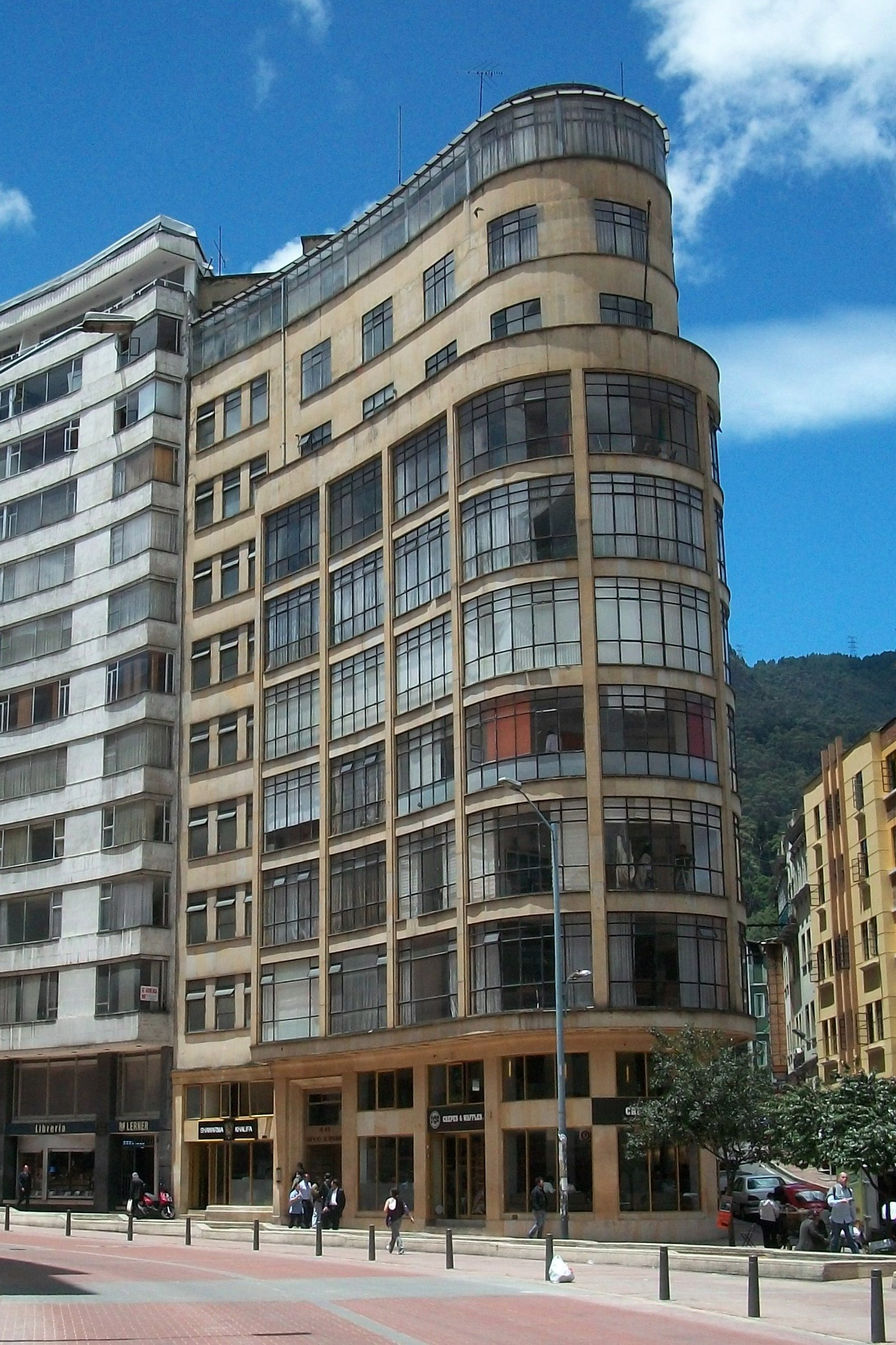
El edificio Monserrate, la antigua sede de El Espectador en el actual Eje Ambiental.

#### Censura y Violencia
En 1948, debido al asesinato del candidato presidencial del partido liberal, Jorge Eliecer Gaitán, durante tres días fue suspendida su circulación. A partir de entonces el diario debió someterse en varias ocasiones a la censura del gobierno conservador. El 9 de noviembre de 1949 el director, Luis Cano Villegas, se retiró en protesta por el decomiso de la edición por parte del gobierno, y fue reemplazado por Gabriel Cano Villegas. El 6 de septiembre de 1952 las instalaciones del diario, entonces situadas en la Avenida Jiménez con Carrera Cuarta, fueron saqueadas y parcialmente destruidas, junto con las instalaciones de El Tiempo y las casas de los dirigentes liberales Alfonso López Pumarejo y Carlos Lleras Restrepo. El 16 de septiembre del mismo año el diario reapareció en condiciones muy precarias.

#### Cierre deEl Espectadory aparición deEl Independiente
En 1955, el periódico asumió una actitud de oposición frontal al gobierno de Gustavo Rojas Pinilla y publicó varios artículos de Alberto Lleras Camargo que tuvieron un gran efecto sobre la opinión. El 20 de diciembre de 1955, la Oficina de Información y Prensa ODIPE lo multó con $10.000 por informar sin permiso sobre hechos de violencia, lo que motivó un furioso editorial titulado "El Tesoro del Pirata", que no fue presentado ante los censores estatales, y en el que Gabriel Cano comparaba al gobierno con una banda de asaltantes e insinuaba que Rojas era el cabecilla. El 6 de enero de 1956, la Dirección General de Impuestos (ahora conocida como DIAN) lo sancionó con una suma de $600.000 por presuntas irregularidades contables y tributarias. Nuevamente, Gabriel Cano quiso defender a su periódico a través de un editorial llamado "La Isla del Tesoro", pero en vista de que no fue permitida su aparición, decidió cesar indefinidamente la publicación de El Espectador.

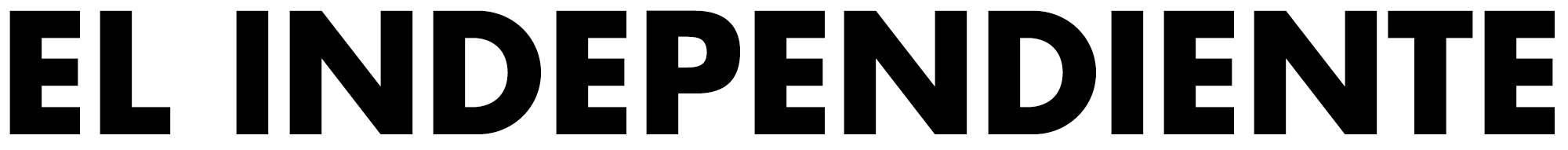
Logotipo de El Independiente, que circuló en sustitución de El Espectador, entre el 20 de febrero de 1956 y el 31 de mayo de 1958.

Para reemplazarlo, comenzó a circular desde el 20 de febrero de 1956 El Independiente bajo la dirección de Alberto Lleras Camargo, quien se retiró el 15 de abril, cuando el periódico dejó de circular, debido a un comunicado en el que el SIC, Servicio de Inteligencia Colombiano, acusaba a Lleras Camargo y al liberalismo de conspirar contra el régimen. Reapareció el 2 de febrero de 1957, ahora dirigido por Guillermo Cano. El 4 de marzo, un fallo judicial anuló la multa impuesta al periódico y ordenó que se le devolviera el dinero cobrado. El 5 de mayo, y de común acuerdo con los principales periódicos de oposición al gobierno militar, El Independiente cesó su publicación. El 10 de mayo de 1957, Rojas Pinilla renunció y fue reemplazado por la Junta Militar. El Independiente reapareció ese mismo día y circuló hasta el 31 de mayo de 1958. El 1.º de junio regresó El Espectador como diario matinal, con una franja roja sobre el cabezote para distinguirla de la edición de la tarde, que llevaba una franja verde, y la cual salió por última vez el 12 de febrero de 1963. En sustitución de la edición de la tarde, fue creado El Vespertino, en 1965, que era impreso en formato tabloide. Dicho diario circuló durante 15 años, hasta el 30 de diciembre de 1980.

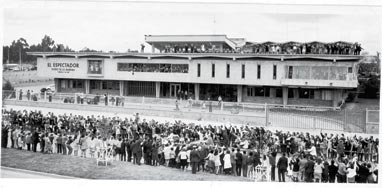
Histórico apagón en las instalaciones de El Espectador.

A pesar de las reiteradas medidas de censura que impuso el general Gustavo Rojas Pinilla contra El Espectador, los resultados de una encuesta publicada por El Tiempo en 2007 afirman que el 49 por ciento de los colombianos entrevistados ahora tiene una imagen favorable de él, en contraste con un 16,8% de imagen desfavorable.
Desde 1960, el diario entrega anualmente un premio al deportista del año.
El 22 de marzo de 1964 las instalaciones del diario se trasladaron al occidente de Bogotá, sobre la avenida 68, que en ese sector es conocida como Avenida El Espectador. En la inauguración su director Gabriel Cano afirmó que el diario tendría la mejor esquina del país.
En 1981 lanzan una revista para el público infantil llamado Los Monos que tuvo 2 etapas: La primera era dedicada a los cómics de los dibujos animados favoritos. La segunda se relanzó en 1990 cambiando el formato como: manualidades, entrevistas a personajes favoritos de los niños, secciones, pero conservando algunas historietas permaneció hasta el año 2000 durante el cambio de periódico semanario.

#### Asesinato de Guillermo Cano Isaza y el Premio Mundial a la Libertad de Prensa
Así como hay fenómenos que compulsan el desaliento y la desesperanza, no vacilo un instante en señalar que el talante colombiano será capaz de avanzar hacia una sociedad más igualitaria, más justa, más honesta y más próspera.
Último editorial firmado por Guillermo Cano, publicado el 17 de diciembre de 1986.

El Espectador mantuvo una actitud muy firme en contra del narcotráfico y publicó con frecuencia información sobre sus delitos. Esta actitud, que se hizo una constante del periódico durante muchos años, provocó que el 17 de diciembre de 1986, sicarios a órdenes del capo del narcotráfico Pablo Escobar asesinaran frente a la sede del diario a su entonces director Guillermo Cano Isaza. Los criminales esperaron a que hiciera un giro en «U» hacia el norte en la avenida 68, poco después de las 07:00 p. m.. Entonces uno de los sicarios, Jorge Eli Pabón alias El Negro, se acercó a la camioneta familiar que conducía y le disparó en ocho ocasiones al pecho con una ametralladora. Evitando el pesado tráfico de la temporada navideña, los asesinos se escaparon en una motocicleta identificada con la placa FAX84. Cano tenía 61 años al momento de su fallecimiento, 44 de los cuales había dedicado al periodismo en El Espectador. Hasta el día de hoy se considera que su asesinato sigue en la impunidad. El 24 de diciembre del 2007, el fiscal Mario Iguarán Arana ordenó la reapertura del caso; un año después el diario mismo consideró que esta acción no ha representado avance alguno. No obstante, la reapertura del caso y el folio simultáneo que lleva la Fiscalía sobre el asesinato de Luis Carlos Galán y en general de los miembros del Nuevo Liberalismo, podrían permitir que el caso del periodista fuese declarado crimen de lesa humanidad.

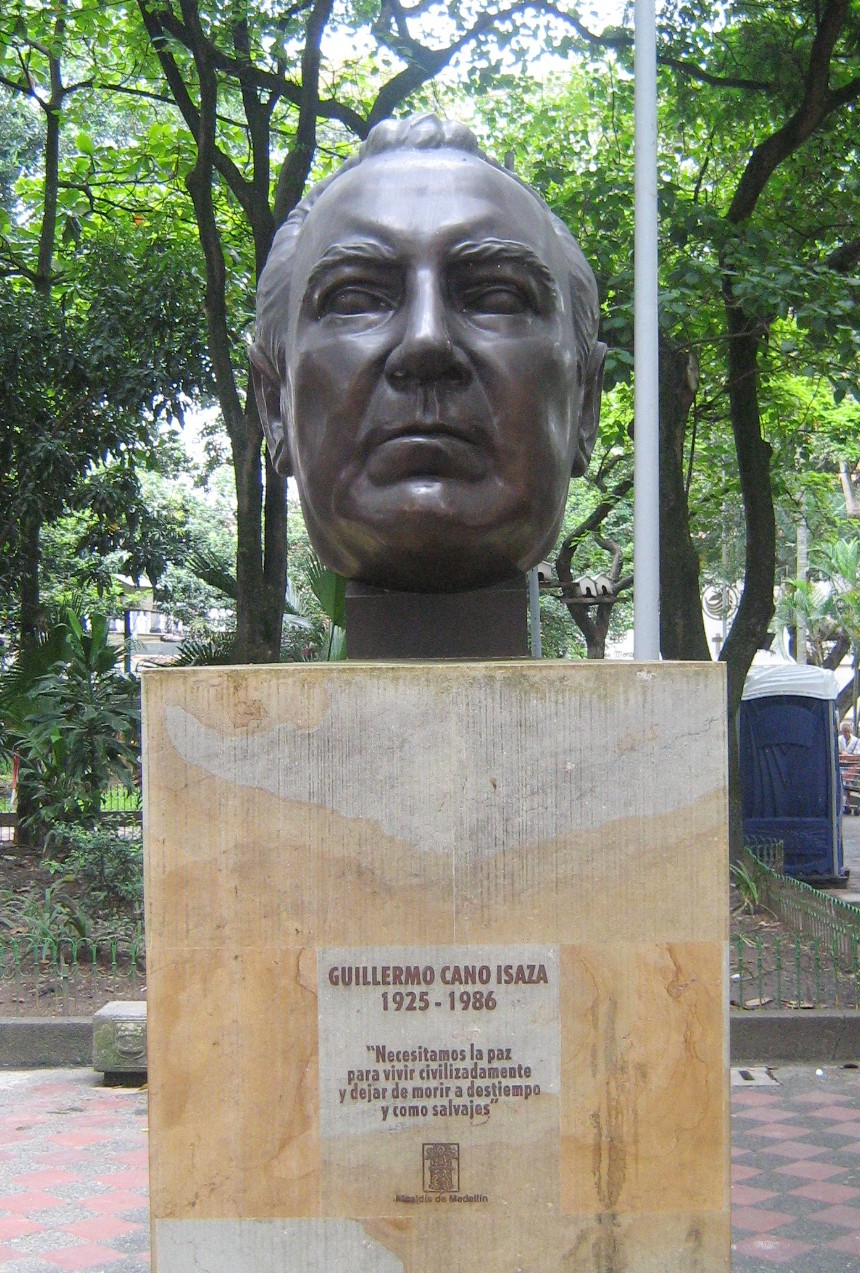
Busto de Guillermo Cano Isaza, obra de Rodrigo Arenas Betancourt ubicada en el Parque de Bolívar, Medellín.

En su honor, la Unesco instituyó el Premio Mundial a la Libertad de Prensa Guillermo Cano, porque «su largo compromiso con la diversidad de opinión y las circunstancias de su muerte - el había pedido que se aprobaran medidas contra los traficantes de drogas - simbolizan el precio pagado por los periodistas de todo el mundo con respecto a la violencia». Un día después del asesinato de su director, El Espectador tituló en primera plana la frase «Seguimos adelante», que se convertiría en su constante durante todos los años siguientes.
Tres años más tarde, el 2 de septiembre de 1989, un carro bomba con 135 kilos de dinamita destruyó buena parte de las instalaciones del diario. Eran pasadas las 06:30 a. m., un poco antes de la entrada del personal del sábado. La explosión voló el techo del edificio, destruyó la entrada principal y afectó gravemente la producción del periódico. La bomba estaba escondida en una furgoneta que había sido estacionada minutos antes de que estallara frente a la entrada principal del periódico. Fernando Cano, codirector del diario, había regresado tan solo una semana antes para asumir la dirección del mismo, tras haberse exiliado en España por amenazas de muerte.
Ese mismo día, seis sujetos armados entraron a una exclusiva isla privada en el área de Islas del Rosario, en Cartagena, e incendiaron la casa de veraneo de la familia Cano. Casi un mes después, el martes 10 de octubre de 1989, la gerente administrativo del diario en Medellín, Marta Luz López, y el jefe de tirada del diario en la misma ciudad, Miguel Soler, fueron asesinados a manos del narcotráfico.
El 9 de febrero de 2007, la fundación que lleva el nombre del periodista instauró en el marco del aniversario 120 de El Espectador y del vigésimo de su muerte, la cátedra Guillermo Cano Isaza en las ocho facultades de periodismo de Medellín.
El 3 de mayo de 2007 en el Parque de Bolívar de Medellín, se inauguró un busto de Guillermo Cano Isaza, obra del maestro Rodrigo Arenas Betancourt. El acto estuvo presidido por el entonces alcalde de Medellín Sergio Fajardo Valderrama, acompañado por el director general de la Unesco, Koichirō Matsuura; el gobernador de Antioquia, Aníbal Gaviria, miembros de la familia Cano encabezados por la Sra. Ana María Busquets de Cano y amigos de la prensa nacional e internacional, como uno de los actos principales del Día Mundial de la Libertad de Prensa y la décima entrega del Premio Mundial de la Libertad de Prensa UNESCO - Guillermo Cano realizado en Medellín.
Este actual busto es el reemplazo de otro, el cual había sido volado el 12 de abril de 1987 por el extinto cartel de Medellín.

### Desarrollo en la última década delsigloXXy primera década del XXI

#### Su presencia en la web
Desde su nacimiento, El Espectador se ha mantenido a la vanguardia de las innovaciones tecnológicas destinadas a la información.
El 29 de mayo de 1996 el diario inauguró su sitio web (www.elespectador.com) como parte de la campaña emprendida desde el 22 de marzo de ese mismo año para poner al periódico en armonía con los avances tecnológicos. Desde entonces se utilizó esa plataforma para permitir a los usuarios que no pudieran recibir el diario, leer las noticias, comentar con los editores y hasta poder suscribirse al mismo.
En el mes de mayo del 2000, el diario cambió por primera vez el estilo de su página web, a otro más completo en el que se incluían 3 tablas: la primera con el índice, la segunda con la noticia destacada del día y la tercera con noticias extras. Además se incluían enlaces a sitios claves, menos negrillas y un cambio de color en general. El 16 de agosto del 2000 el sitio volvió a cambiar su página web; esta vez ya era una página mucho más completa; incluía indicadores, encuestas y hasta foros de opinión. En el mes de enero del 2002 volvió a cambiar su sitio web, una pequeña modificación que incluyó una columna izquierda con mayor contenido, un apartado de últimas noticias, el traslado del logotipo por debajo de su habitual menú, una mayor utilización de tablas, entre otras mejoras. El 26 de septiembre del 2002 el sitio vuelve a cambiar, ahora las columnas de izquierda y derecha en el sitio adquieren colores llamativos, y todas sus tablas, bordes circulares. En el mes de junio de 2004 centra todas las tablas, en aras de mejorar la estética del sitio; también mejora su logotipo en la web. Durante los años siguientes, el semanario continuó con los cambios en su sitio web; migró a una versión con tonos blancos y rojos, con 3 columnas: a la izquierda y derecha, enlaces a columnistas, noticias y secciones; y en el centro a noticias y publicidad. Asimismo renovó su logotipo en la web, agregando el .com y permitiendo comentar las noticias; entró también en funcionamiento el registro de usuarios.
Luego de varios rediseños, el 7 de marzo del 2008 ElEspectador.com cambió de imagen a una versión mucho más activa y dinámica, en la que, además de mejorar su registro y de ofrecer versiones individuales de noticias de última hora, ofrece apartados individuales de cada tema, sistemas de buscadores de noticias y suscripciones RSS, así como vídeos sacados de Noticias Caracol, debido a que Caracol Televisión pertenece, al igual que El Espectador, a Julio Mario Santo Domingo. El sitio usa el software de sistema de gestión de contenido Drupal. Su sitio web registró un crecimiento de 46% en el 2009.
El jueves 2 de octubre de 2008 recibió por parte de la Cámara Colombiana de Informática y Telecomunicaciones (CCIT) el premio Colombia en Línea al mejor sitio de noticias en línea. En 2009, le fue conferido por segunda vez consecutiva el mismo galardón.
En el mes de abril de 2010 su página web alcanzó los 3 millones de usuarios únicos.

#### Conversión a semanario y regreso a diario
A pesar de que El Espectador había sido durante casi todo el siglo XX, después de El Tiempo, el diario de mayor circulación en Colombia, las dificultades económicas se fueron agravando y el 12 de noviembre de 1997 la familia Cano vendió la mayoría de sus acciones en la empresa Comunican S.A. al industrial Julio Mario Santo Domingo, dueño en ese momento de otros medios de comunicación como Cromos, Caracol Radio (luego vendida al grupo Prisa) y Caracol Televisión, y de empresas como Bavaria y Avianca. Sus instalaciones se trasladaron a la Avenida El Dorado.
Desde el domingo 2 de septiembre de 2000 el diario pasó a ser un semanario que circulaba los sábados, aunque con fecha dominical. Contando con el mayor tiempo disponible de los lectores durante el fin de semana, El Espectador se ha orientado desde entonces hacia artículos de análisis, de investigación y de opinión, lo que le ha permitido una gran recuperación en circulación, influencia e ingresos.
Reporteros sin Fronteras calificó de «pérdida de pluralismo y neutralidad» la salida de El Espectador de la circulación diaria, al tiempo que lo destacó como el único medio que no estaba concentrado en manos de un grupo económico poderoso.
Con referencia a la conversión del periódico en semanario, diversos medios de comunicación destacaron al diario como un estandarte en la defensa de la libertad, de la lucha contra el narcotráfico y de la corrupción.
Desde entonces sus sucesivos directores, Rodrigo Pardo, Carlos Lleras de la Fuente, Rodrigo Santamaría y Fidel Cano Correa, han tratado de recuperar el equilibrio económico y la circulación del periódico.
Ante la conversión en semanario, Luis Gabriel Cano Isaza y Alfonso Cano Isaza, presidentes honorarios del diario, decidieron renunciar públicamente a sus cargos honoríficos al no compartir los criterios con que se estaba orientando y dirigiendo el periódico y al considerar que estos diferían de los que tenían cuando estaba bajo la tutela de la familia Cano.
Desde 2004, Lacava Design ha estado a cargo del diseño de la edición impresa de El Espectador. El diario usa las fuentes Mercury y Gotham de Hoefler & Frere-Jones desde entonces.
En 2007 se avivó de nuevo la esperanza sobre el regreso de El Espectador como diario matutino, debido en gran medida al crecimiento sostenido que había tenido el periódico en los últimos años. Al respecto, su director Fidel Cano Correa, en una entrevista con la revista Semana, afirmó:

...es apenas una posibilidad. Nos ha ido muy bien durante los últimos tres años y especialmente el pasado. No se veía desde hace 20 años que El Espectador estuviera sacando empresarialmente la cabeza. Eso ha llevado a sus accionistas a fortalecer el periódico, porque cuando uno saca la cabeza, le empiezan a disparar desde la competencia. Hasta aquí llegamos bien, pero hay que dar un paso más adelante. Se están mirando varias opciones y una de ellas es la de volver a ser diario.

El Espectador volvió a ser diario el 11 de mayo de 2008, luego de siete años como semanario,  editándose en formato tabloide europeo (28 x 39,5 cm).
A partir del 6 de junio de 2010, el diario empezó a publicar una edición especial para los lunes festivos.

#### Celebración del 120.º aniversario en 2007
En 2007 se conmemoraron 120 años de la fundación de El Espectador, ocasión aprovechada para destacar su condición de ser el más antiguo y uno de los más influyentes diarios de Colombia. 
Para celebrar tan importante fecha se realizaron diversas actividades, desde charlas y lanzamientos de memoriales hasta campañas masivas de prensa. Bajo el eslogan «120 años haciendo periodismo, 120 años creando opinión», se inició la campaña en prensa que incluyó avisos como «el papel se arruga, los principios jamás»; «El papel es frágil, la palabra escrita no», entre otros; acompañados de un spot publicitario en televisión.
Se lanzó también un libro recopilatorio y un conversatorio sobre la historia del medio, acompañados de una emisión postal en homenaje. En el acto protocolario del lanzamiento de la emisión postal su director se refirió a las dos referencias de los sellos postales, la primera en tono sepia que reproduce la primera página del periódico que circuló el martes 22 de marzo de 1887 y la segunda un collage de imágenes publicado como portada de aniversario en la edición del 23 de marzo del 2007 y una foto del voceador de prensa, como obras de arte en sí mismas, al tiempo que aseguró que el diario era piedra angular de la democracia y la libertad colombiana. El conversatorio se llevó a cabo el viernes 23 de marzo en Cartagena en el marco de dos eventos de gran importancia: la Asamblea de la Sociedad Interamericana de Prensa y el Congreso Internacional de la Lengua Española, en busca de generar un diálogo en torno a la contribución de El Espectador al periodismo. La organización encargada de realizarlo fue la Fundación Nuevo Periodismo Iberoamericano y estuvo dictado por Jon Lee Anderson; en el estuvieron presentes: Tomás Eloy Martínez, Héctor Feliciano, Germán Rey, María Teresa Ronderos, William Ospina, María Jimena Duzán, Héctor Osuna y José Salgar entre otros.
Durante las celebraciones también tuvo lugar un evento en el Museo de Antioquia, en el cual se presentó a los medios el libro, y además se le concedió a su actual director Fidel Cano Correa la Medalla al Mérito de las Comunicaciones Manuel Murillo Toro.
El periódico lanzó además una edición especial el sábado 17 de marzo del 2007 en la que se hizo «un recorrido por la historia de los últimos 120 años que llevaron a Colombia a pasar de ser un país semifeudal y agrícola a una nación moderna e industrializada». Asimismo, el 24 de marzo se lanzó una edición especial en la que escribieron los más destacados columnistas que ha tenido el periódico, entre ellos: Gabriel García Márquez, Guillermo Cano, Juan Gossaín, Luis Tejada, Porfirio Barba Jacob, Lucas Caballero Calderón, José Vicente Combariza, Eduardo Zalamea Borda, Germán Pinzón, Álvaro Pachón de la Torre, Silvia Galas, Eduardo Caballero Calderón y Luis Eduardo Nieto.

### Directores
* Murió en el ejercicio del cargo (Guillermo Cano fue asesinado cuando ejercia como director de El Espectador).
** Dejó el cargo en funciones en febrero de 1957, no obstante, su nombre aún figuraba de manera formal como director.
*** Asumió de manera interina.

Antes de 2002, el director del diario hizo las veces de presidente del mismo. El último en ostentar el cargo de director-presidente fue Carlos Lleras de la Fuente, quien precisamente fue el encargado de pedir la disolución de esta figura.

- Fidel Cano Gutiérrez: Fue el fundador del periódico. Fundador y director desde el 22 de marzo de 1887, hasta su muerte, el 15 de enero de 1919. Fue reemplazado por su hijo Gabriel, quien mantuvo la edición de Medellín hasta 1923.[19]
- Luis Cano - Gabriel Cano Villegas: Luis Cano fundó y dirigió la edición de Bogotá desde el 10 de febrero de 1915 hasta noviembre de 1949, cuando renunció por la censura decretada por el gobierno de Mariano Ospina Pérez. Ante la renuncia de su hermano, Gabriel Cano asumió como director de la edición en la capital. Gabriel Cano se retiró formalmente de su cargo en diciembre de 1973.[19]
- Guillermo Cano Isaza: Asumió su cargo en junio de 1958 aunque su padre, Gabriel, aún figuraba formalmente como director.[19] Fue asesinado 17 de diciembre de 1986.[19]
- Juan Guillermo Cano y Fernando Cano: Asumieron tras la muerte de su padre Guillermo en 1986 y renunciaron a sus cargos a finales de 1997, en protesta por los manejos administrativos que daba la empresa Bavaria al diario. En su reemplazo de manera interina asumió José Salgar.[19]
- Rodrigo Pardo García-Peña: Asumió en marzo de 1998[62] y dejó de ejercer en funciones el cargo el 27 de septiembre de 1999.[63]
- Carlos Lleras de la Fuente: Tras la dimisión de Pardo, asumió por petición directa de Julio Mario Santo Domingo desde 1999 hasta el 23 de febrero de 2002.[61] Se le acusó de haber quebrado el diario. Acusación que en su momento rechazó, afirmando sentirse engañado por la forma como le pidieron asumir la dirección -en una reunión en Nueva York en donde no le mencionaron la situación financiera del diario-. Sobre su paso por el periódico, reseñó:[64]

Encontré un periódico con unos 200 trabajadores, un edificio absurdo y medio desocupado, unas rotativas de más de 20 años, una sistematización en curso y todavía sin equipos en línea, con programas piratas, desorden administrativo, un presidente que no entendía el periodismo y que creía que él era más importante para el periódico que el director y que no hablaba con el gerente comercial, una junta directiva que no se reunía y que había sido suplantada por un comité del grupo (Inmediatamente eliminé el comité e hice nombrar una junta de toda mi confianza).

- Ricardo Santamaría: Asumió el cargo de director el 9 de septiembre de 2002, para reemplazar formalmente a Carlos Lleras de la Fuente, aunque en realidad reemplazó a Fidel Cano Correa que ocupaba el cargo de manera interina. Fue destituido el 10 de septiembre de 2003, por publicar una entrevista con el oficial venezolano retirado Moisés Roberto Boyer Riobueno, el 9 de agosto de ese mismo año; en ella el oficial había asegurado haber trasladado a Raúl Reyes a Venezuela, y que de este traslado conocía el entonces vicepresidente venezolano José Vicente Rangel.[65]
- Fidel Cano Correa: Es bisnieto del fundador del diario. Asumió en propiedad desde el 4 de mayo de 2004. No obstante, durante los últimos meses de 2002[66] y desde noviembre de 2003, había asumido funciones como director encargado.[67]

## Contenido
Tras su reconversión en diario, el periódico ha adoptado una serie de cambios en su contenido, diseño y enfoque periodístico.

### Temas
El primero de ellos fue adoptar un enfoque temático diario diferente, de la siguiente manera:
| lunes | martes        | miércoles    | jueves   | viernes                                      | sábado |
| --- | ------------- | ------------ | -------- | -------------------------------------------- | ------ |
| Deportivo | Internacional | Vida moderna | Cultural | Gente, tecnología, comercio, autos, vivienda |        |
| Domingos |               |              |          |                                              |        |
| El diario no tiene ningún tipo de enfoque en especial, pero dedican esa edición semanal a temas de opinión, en especial entrevistas. |               |              |          |                                              |        |

El diario también publica tres revistas de circulación mensual: Autos/Motos, Espacios, y Discovery Health. Los martes El Espectador publica una edición de 6 páginas del The New York Times International Weekly, y los martes una minisección de dos páginas de Fox Sports. También publica artículos del Harvard Business Review y El País.

### Tema del día
El diario propone diariamente a sus lectores un tema diferente, «para contribuir al debate nacional» sobre el mismo.

### Humor
Es de destacar que El Espectador publica los trabajos gráficos de seis caricaturistas diariamente, ofreciendo así una variada sección de humor. Entre sus caricaturistas destacan Betto, Bacteria, Garzón, Mico, Nieves, Osuna, Jarape, Chocolo, Palosa y Magola. El humor escrito está a cargo de Tola y Maruja.

## Línea editorial y posiciones políticas
Durante gran parte del siglo XX ,El Espectador hizo abiertas críticas a los demás medios de comunicación por callar ante las diversas atrocidades que sufría el país.
A comienzos de la década de los 80, el entonces diario publicó una serie de denuncias sobre préstamos ilegales y otras irregularidades en contra del Grupo Grancolombiano. En represalia, algunas grandes empresas suspendieron la publicidad en el periódico, que enfrentaba ya algunas dificultades económicas. El Espectador repudió este hecho dedicando un extenso editorial a su credibilidad y a la de estos grupos económicos. El Espectador también dedicó extensos editoriales a exigir libertad de prensa y a denunciar la censura política a la que se debían acoger los medios independientes en Colombia so pena de ser clausurados, afirmando que en Colombia «se vuelve costumbre la pena de muerte decretada y ejecutada desde los más bajos antros sociales como venganza a la labor de sanidad social en que la prensa está comprometida».
El periódico rechazó también que se le considerase «oposición subversiva» y tildó al gobierno del entonces presidente Julio César Turbay Ayala de querer tener «una prensa totalmente áulica, gobiernista a ultranza, no silenciada pero sí aduladora». Para defenderse, el periódico publicó la columna Si eso es oposición... el 15 de julio de 1979.
Desde que el presidente Álvaro Uribe Vélez asumió el poder en 2002 el diario publicó artículos y editoriales criticando su programa de gobierno, las fallas de la política de seguridad democrática, el proceso mismo de la «parapolítica» y los ataques que hace el mandatario a quienes disienten de sus ideales políticos. Así mismo, su director dijo abiertamente no estar de acuerdo con el gobierno del presidente Álvaro Uribe Vélez.
Las posturas políticas asumidas por el diario y su influencia política conllevaron a que el mismo fuera víctima de ataques y presiones de diversos sectores de la sociedad, hecho que provocó el exilio y la persecución de varios colaboradores del periódico.
El 25 de mayo del 2000, Jineth Bedoya Lima, reportera del diario, fue secuestrada en la puerta de la cárcel La Modelo, ante una patrulla de la Policía, y torturada por las Autodefensas Unidas de Colombia (AUC, paramilitares). El 29 de mayo, cuatro días después, la organización Reporteros Sin Fronteras emitió una carta de protesta dirigida a Humberto de La Calle Lombana para protestar contra su secuestro. Robert Ménard, secretario general de RSF, se declaró escandalizado por la nueva agresión contra Bedoya, quien pasaría a trabajar en El Tiempo.
El 23 de agosto del mismo año, el Ejército Rebelde Colombiano (ERC) difundió un documento en el que amenazaba de muerte a más de una veintena de personalidades comprometidas en el proceso de paz que en ese entonces desarrollaba el gobierno con las Fuerzas Armadas Revolucionarias de Colombia (FARC). El ERC les acusaba de fomentar la guerra entre colombianos. Entre las personas amenazadas estaban dos colaboradores del diario: Alfredo Molano y Arturo Álape.  El 19 de enero, Molano tuvo que abandonar el país. El periodista había condenado la matanza de 130 personas, perpetrada a principios de ese mes por las AUC; dirigidas por Carlos Castaño, quien había calificado a Molano de «paraguerrillero».
El 18 de septiembre, se exilió Plinio Apuleyo Mendoza, también colaborador del periódico.
Otro caso de exilio fue el de Ignacio Gómez, también periodista del diario, que entre febrero y mayo de 2000 recibió más de 50 cartas de amenaza. En un artículo, Gómez había revelado que una masacre de 49 campesinos fue cometida por paramilitares con el apoyo de miembros del ejército. Después de escapar a un intento de secuestro en las calles de Bogotá el 24 de mayo, Ignacio Gómez se refugió en Estados Unidos el 1 de junio de 2000. Regresó a Colombia un año más tarde y posteriormente entró a formar parte del informativo televisivo Noticias Uno.
El 21 de marzo Fernando Garavito, columnista del diario, se exilió en Estados Unidos debido a la gran cantidad de amenazas en su contra. Las Autodefensas Unidas de Colombia (AUC) lo acusaron el 19 de febrero de tener un espíritu envenenado. En sus artículos, denunciaba las acciones de las AUC así como la supuesta indulgencia con los narcotraficantes que había demostrado en el pasado Álvaro Uribe Vélez, entonces candidato a la presidencia de la República. A la postre, el diario decidió prescindir de su columna, hecho que consideró el columnista como una medida de censura, al tiempo que calificó a El Espectador como un medio al servicio del gobierno. Sin embargo, en ocasión posterior, el político, otrora periodista, concedió una entrevista al diario en la que afirmó que dejó el periodismo «en el fondo de la memoria» y que las denuncias de los periodistas colombianos se hacen «totalmente en vano, pero son importantes»; cabe destacar que a pesar de criticar al gobierno de Uribe no hizo alusión alguna al periódico.
En varias ocasiones El Espectador y sus empleados se han visto agredidos o censurados por efectivos de las fuerzas armadas o medios oficiales. El 8 de febrero del 2003, el reportero gráfico Herminso Ruiz fue agredido por la policía metropolitana de Bogotá cuando cubría los atentados contra el club El Nogal. El hecho fue repudiado por organizaciones a favor de la libertad de prensa.
Así mismo, en mayo del 2003, el periódico denunció interferencia en la investigación periodística por parte del Estado. El editor del diario había afirmado que organismos de inteligencia de la policía habrían tenido acceso a un borrador de una investigación que El Espectador estaba adelantando sobre el Banco del Pacífico y que dicho documento había llegado a manos del entonces ministro del Interior, Fernando Londoño Hoyos, enviado por el director de la policía, el general Teodoro Campo. De nuevo, el hecho fue repudiado por entidades para la defensa de la libertad de prensa y se pidió al Estado cesar los ataques contra El Espectador.
El 21 de febrero de 2009, la revista Semana denunció un escándalo de corrupción que tenía que ver con las interceptaciones telefónicas que habría realizado el Departamento Administrativo de Seguridad (DAS) a políticos de oposición, miembros del gobierno y periodistas; entre ellos Ramiro Bejarano, columnista del diario, quien tiene la particularidad de que no solo es un reconocido columnista crítico del gobierno, sino que además es el abogado del magistrado César Julio Valencia, quien adelanta un proceso penal contra el presidente Álvaro Uribe Vélez. El diario rechazó el hecho y exhortó al presidente a tomar acciones al respecto.
Por otra parte, el diario y sus periodistas han tenido que defender sus actuaciones en varias ocasiones ante los tribunales y llevaron incluso varios casos ante la Corte Constitucional.
En 1992, El Espectador publicó información sobre la titulación de predios en Cusiana (Casanare) a los hermanos López Caballero. Juan Manuel López Caballero, uno de los hermanos, interpuso una tutela contra el diario al considerar violado su derecho al buen nombre. El 25 de marzo de 1993 el Juzgado 15 Civil del Circuito de Bogotá denegó la tutela argumentando que el diario ya le había dado el derecho a réplica en la investigación. El demandante apeló ante el Tribunal Superior de Bogotá, logrando que este fallara a su favor y obligando al periódico a rectificar. El diario apeló la decisión ante la Corte Constitucional y esta falló a su favor el 19 de julio de 1993, argumentando que el diario no debía rectificar, pues su investigación contenía pruebas verídicas, las que dieron pie a la apertura de folios administrativos y que al conceder el derecho de réplica el diario había hecho una publicación de información equitativa.
El 18 de noviembre de 2004, un tribunal de Bogotá condenó a Lisandro Duque, cronista y columnista de El Espectador, a tres días de cárcel y una multa del equivalente a 470 euros por no haber publicado la rectificación prevista en una condena por difamación. Lo condenaron por criticar la gestión de Claudia Triana de Vargas, directora de una productora de películas, en una crónica publicada el 13 de abril de 2003. En la rectificación, publicada el 7 de septiembre, precisó que no tenía «pruebas suficientes» en que apoyar sus críticas, en lugar de escribir que no existían pruebas. El 18 de noviembre, el juez dio la razón a Claudia Triana de Vargas y consideró que esa rectificación no respetaba la decisión judicial. El periodista apeló.
A mediados de junio del 2008, la familia Araújo Molina presentó una querella por injuria y calumnia contra Alfredo Molano, columnista y colaborador del diario, por la publicación, el 5 de febrero de 2007, de la columna «Araújos et al» en el periódico, en la que presuntamente «imputaba hechos deshonrosos y conductas delictivas a la familia». Un año después, y aún en trámite judicial de la demanda, ocho eurodiputados escribieron a Augusto Ibáñez Guzmán, Presidente de la Corte Suprema de Justicia, para que «haga todo lo que esté en su poder -por supuesto en el marco estricto de la ley- para que cese esta persecución [judicial contra el periodista]». Este proceso judicial ha sido repudiado por los columnistas del diario y por el periódico mismo que la ha reseñado como una «persecución» a Molano.
Tras las elecciones del 2010, el periódico se manifestó a favor de «un gobierno incluyente y de unidad nacional» y aseguro a sus electores que «estará vigilante» a la transición entre el gobierno de Álvaro Uribe Vélez y el de Juan Manuel Santos.
En clara alusión a la postura editorial del diario, Francisco Santos, en una entrevista con el diario El Tiempo, afirmó:

Si hubiera ganado Mockus tendrían que haber cerrado Semana, las páginas editoriales de El Tiempo y de El Espectador, porque sus columnistas se habrían quedado sin de qué hablar (sic). Veremos qué se inventan con Juan Manuel.

La periodista que realizó la entrevista, María Isabel Rueda, en el mismo diario, semanas atrás, afirmó:

Es obvio que El Espectador no es santista. ¿No sería de gran utilidad y de mayor transparencia si su editorialista nos orientara sobre las razones por las que deberíamos votar por Mockus en la segunda vuelta electoral?

## Reconocimientos y premios recibidos
- Tres de sus directores han ganado el premio Maria Moors Cabot a la contribución del periodismo interamericano: Alberto Lleras Camargo en 1947,[112] Gabriel Cano en 1954[113] y Guillermo Cano Isaza como homenaje póstumo en 1987.[114] Ese mismo año, Luis Roberto Camacho, corresponsal del diario en Leticia, ganó el premio también en homenaje póstumo.[114]
- El 1 de junio de 1958, la Sociedad Interamericana de Prensa entregó a Gabriel Cano y al periódico mismo, el reconocido Premio Mergenthaler, por los servicios prestados en favor de la libertad de prensa en Colombia.
- En 1987, el periódico recibió el Premio Príncipe de Asturias de Comunicación y Humanidades.[115]
- Su director Guillermo Cano Isaza recibió en homenaje póstumo la medalla Rodrigo Lara Bonilla categoría oro por su decidida contribución al desarrollo regional;[116] el International Press Service de Naciones Unidas; el Premio Nacional de Periodismo de Colombia en 1986 por sus artículos contra el narcotráfico y en apoyo al tratado de extradición;[117] el Premio Postobón de Periodismo Deportivo, en 1988, por sus crónicas en El Espectador y la medalla de la Cruz Roja Internacional.
- Los codirectores del diario, Juan Guillermo y Fernando Cano, recibieron el 16 de mayo de 1988 el premio Ortega y Gasset por una serie de reportajes sobre el narcotráfico en Colombia.[118]
- El 25 de mayo de 1990, la Fundación Nieman de la Universidad de Harvard concedió el Premio Louis Lyons que honra y exalta la conciencia e integridad mostrada por individuos, grupos o instituciones en favor del periodismo a todos los periodistas colombianos vivos o muertos que lucharon contra el narcotráfico, pero fue entregado de manera formal a Luis Gabriel Cano, presidente en ese entonces de El Espectador, al considerar que por sí mismo ese medio representaba esa lucha.[119][120][121]
- Sus directores Gabriel Cano Villegas y Alberto Lleras Camargo, su subdirector José Salgar (1990) y su columnista Antonio Panesso Robledo (1993) recibieron el Premio Nacional de Periodismo Simón Bolívar a la vida y obra.
- Su actual director, Fidel Cano Correa, recibió en 2006 el Premio Nacional de Periodismo Simón Bolívar al periodista del año. Además se le concedió el 22 de marzo de 2007 la Medalla al Mérito de las Comunicaciones Manuel Murillo Toro.
- Gonzalo Córdoba Mallarino, su actual presidente, recibió el Premio Nacional de Periodismo Simón Bolívar 2008 al Empresario del año, por su empeño para que El Espectador reapareciera como diario.[122] Ese mismo año, Norbey Quevedo resultó ganador por su investigación, «Las cuentas del gobernador» y el caricaturista José Alberto Martínez, ‘Betto', por su caricatura, «Los tres deseos»; ambos colaboradores del diario.[122]
- En 2008 el equipo periodístico de la sección Bogotá del diario fue galardonado con el premio de periodismo Álvaro Gómez Hurtado en la categoría narración periodística en reportaje o crónica, por una serie de crónicas sobre los 25 años de Ciudad Bolívar.[123] Un año después, el 8 de mayo de 2009, Alejandra Rodríguez, periodista del diario, fue galardonada con el premio en la categoría de mejor entrevista por su trabajo titulado «Tengo las coordenadas de fosas del Ejército».[124] Irónicamente, Álvaro Gómez Hurtado fue acusado por Alfonso López Michelsen de ser el autor intelectual de los atentados contra las instalaciones del diario en 1952.[125]
- El 2 de octubre de 2008, el diario recibió por parte de la Cámara Colombiana de Informática y Telecomunicaciones (CCIT) el premio Colombia en Línea al mejor sitio de noticias en línea.[46] En 2009, le fue conferido por segunda vez consecutiva el mismo galardón.[48]
- En 2009, Nelson Fredy Padilla, editor de la edición dominical del diario, se hizo ganador del Premio internacional de periodismo Miguel Hernández por su artículo «Los versos salvadores de Miguel Hernández», publicado en el diario.[126][127][128]
- Alejandro Gaviria, columnista de El Espectador, fue galardonado con el Premio Simón Bolívar 2009 en la categoría de Artículo de Opinión por su columna «Matar a un Elefante», publicada el 1 de junio de 2008, en el diario.[129]
- El 9 de febrero de 2010, Diana Sánchez, fotógrafa del diario, fue galardonada con el premio del Círculo de Periodistas de Bogotá (CPB) en la categoría de Mejor Fotografía por una instantánea publicada como portada de El Espectador el  29 de octubre de 2009, y en la cual ilustra a un suicida que apunta desde una ventana a varios policías y reporteros gráficos, a quienes confundió con francotiradores debido al brillo de los lentes de las cámaras.[130] En el 2013, el diario volvió a ganar el premio del CPB, esta vez por su cubrimiento del conflicto limítrofe entre Colombia y Nicaragua por la soberanía de San Andrés.[131]
- El Espectador fue considerado en 2009 y 2010 el «Mejor Periódico Diario» en los premios anuales de Andigraf, la Asociación Colombiana de la Industria de la Comunicación Gráfica.[132]
- La 'Society for News Design' le otorgó dos premios a la excelencia a El Espectador, por el especial de Semana Santa publicado el día jueves 17 de abril de 2010 diseñada por Mario Fernando Rodríguez y Eder Rodríguez, y por el libro editado para conmemorar los 50 años de la ceremonia del Deportista del año de El Espectador diseñado por Mario Fernando Rodríguez.[133]
- En 2020 El Espectador logra una mención de honor en los Premios Roche 2020 que, junto a la Fundación Gabo, fomenta la excelencia periodística en la cobertura de temas de salud en América Latina, destacando su trabajo “ELA, una enfermedad huérfana y misteriosa”, entre las 876 postulaciones.[134]

Entre sus columnistas más destacados y leídos están, los también autores literarios Alfredo Molano Bravo, Héctor Abad Faciolince, Andrés Hoyos, Juan David Ochoa Aguirre, Piedad Bonnett, Juan David Correa Ulloa, Alejandro Gaviria, Alberto Donadio, Carolina Sanín, Esteban Carlo Mejía, entre otros.
| Predecesor: O Globo | 7.º Premio Príncipe de Asturias de Comunicación y Humanidades compartido con Diario "El Tiempo" 1987 | Sucesor: Horacio Sáenz Guerrero |

## Menciones históricas
- Varios histógrafos sostienen que en Rionegro (departamento de Antioquia) fueron editadas 3 ediciones de El Espectador, probablemente por los vínculos de sangre y de espíritu de Fidel Cano con esa ciudad, debido a las muchas dificultades que tuvo que vencer durante los primeros años de vida del periódico en Medellín para que circulara y apoyados en documentos de la época.[20]

- Eduardo Zalamea Borda declaró a la BBC de Londres que consideraba a El Espectador el mejor diario del mundo. Sucesivamente el premio Nobel Gabriel García Márquez escribió una carta, a manera de memoria, recordando este hecho y afirmó que él estaba de acuerdo con Zalamea: «...y es que todos los que hacían el periódico en aquel tiempo y muchos de quienes lo leíamos, estábamos convencidos de que -dicha afirmación- era cierta».[135]